# بهمن گودرزی
بهمن گودرزی (زادهٔ ۱۷ دی ماه ۱۳۵۲، تهران) یک کارگردان و مدیر تولید ایرانی است. او فارغ‌التحصیل دانشگاه آزاد اسلامی با مدرک کارشناسی ارشد در رشتهٔ کارگردانی‌ست و فعالیت سینمایی خود را با فیلم همسفر مهدی فخیم زاده به عنوان دستیار کارگردان و برنامه‌ریز آغاز کرد.

فعالیت حرفه‌ای خود را به عنوان دستیار کارگردان در فیلم نابخشوده به کارگردانی ایرج قادری در سال ۱۳۷۴ آغاز نمود.

## کارگردان
سینما
- هاوایی (۱۳۹۹)
- ما خیلی باحالیم (۱۳۹۶)
- ثبت با سند برابر است (۱۳۹۵)
- آتیش بازی (۱۳۹۲)
- شیش و بش (۱۳۸۹)
- به دنبال خوشبختی (۱۳۸۸)
- دلواپسی (1387)

مجموعه تلویزیونی
- ساخت ایران ۳ (۱۴۰۰) - شبکه نمایش خانگی
- زیر همکف (۱۳۹۸)-شبکه یک
- سفر در خانه (۱۳۹۶) - شبکه نسیم
- ششمین نفر (۱۳۹۰)

### نویسنده
- ثبت با سند برابر است (۱۳۹۵)